# هورسپاسچر (ویرجینیا)
هورسپاسچر (به انگلیسی: Horsepasture) یک منطقهٔ مسکونی در ایالات متحده آمریکا است که در شهرستان هنری، ویرجینیا واقع شده‌است. هورسپاسچر ۲۵٫۰ کیلومتر مربع مساحت و ۲٬۲۲۷ نفر جمعیت دارد و ۳۴۱ متر بالاتر از سطح دریا واقع شده‌است.